# Pierre-Guillaume Pons-Soulages
François-Guillaume Pons-Soulages est un homme politique français né le 1er août 1729 à Soulages-Bonneval (Aveyron) et décédé le 27 novembre 1804 au même lieu.
Propriétaire, il est député du tiers état aux états généraux de 1789 pour la sénéchaussée de Rodez. Il siège avec la majorité et fait partie du comité du commerce et de l'agriculture. Il cesse de siéger après le 28 février 1791.

## Sources
- « Pierre-Guillaume Pons-Soulages », dans Adolphe Robert et Gaston Cougny, Dictionnaire des parlementaires français, Edgar Bourloton, 1889-1891 [détail de l’édition]